# Indigofera nebrowniana
Indigofera nebrowniana är en ärtväxtart som beskrevs av Jan Bevington Gillett. Indigofera nebrowniana ingår i släktet indigosläktet, och familjen ärtväxter. Inga underarter finns listade i Catalogue of Life.